# Order „Za wybitne zasługi” (Uzbekistan)
Order „Za wybitne zasługi” (uzb. Buyuk xizmatlari uchun) – najwyższe odznaczenie państwowe Republiki Uzbekistanu. Order został ustanowiony Ustawą Republiki Uzbekistanu z dnia 29 sierpnia 1996 nr 251-I. W 2003 roku nastąpiły zmiany w statucie orderu.

## Statut
1. Order „Za wybitne zasługi” nadawany jest obywatelom Republiki Uzbekistanu oraz obywatelom innych krajów za wybitne osiągnięcia w rozwoju nauki i technologii, gospodarki i kultury, znaczący wkład w rozwój współpracy międzypaństwowej oraz realizację celów polityki krajowej i zagranicznej mający na celu umocnienie pozycji Uzbekistanu na arenie międzynarodowej.
2. Nominowanie, nadawanie i wręczanie Orderu „Za wybitne zasługi” odbywa się w sposób określony w Ustawie Republiki Uzbekistanu o odznaczeniach państwowych.
3. Osoby odznaczone Orderem „Za wybitne zasługi” otrzymują jednorazową nagrodę pieniężną w wysokości sześćdziesięciokrotności minimalnego wynagrodzenia lub nagrodę rzeczową o tej samej wartości. Osobom odznaczonym Orderem „Za wybitne zasługi” przysługują świadczenia określone przez prawo.
4. Order „Za wybitne zasługi” jest przymocowany do wstążki i noszony na piersi.
5. W przypadku nadawania Orderu „Za wybitne zasługi” pośmiertnie, order, dokument nadania oraz nagroda w gotówce są wręczane rodzinie odznaczonego[1].

## Opis
Order „Za wybitne zasługi” jest wykonany ze stopu srebra próby 925 pokrytego złotem o grubości 0,25 mikrona.
Order ma kształt ośmioramiennej gwiazdy, której promienie na awersie są pokryte rubinową emalią. Pomiędzy promieniami znajdują się fasetowane koniczyny pokryte zieloną emalią. Odległość między przeciwległymi końcami gwiazdy wynosi 57 mm. W środku gwiazdy znajduje się okrąg, w którym na tle symbolicznie przedstawionego niebieskiego globusa widnieje złote przedstawienie terytorium Republiki Uzbekistanu. Średnica koła wzdłuż linii zewnętrznej wynosi 35 mm, wzdłuż linii wewnętrznej – 24 mm. Pomiędzy zewnętrzną i wewnętrzną linią okręgu, na białym, emaliowanym tle, w górnej części znajduje się złoty napis BUYUK XIZMATLARI UCHUN, wysokość liter wynosi 3 mm. Pomiędzy liniami okręgu w dolnej części przecinają się u nasady dwie zielone gałązki laurowe. Na rewersie znajduje się godło Uzbekistanu, a pod nim numer orderu wybity wklęsłą czcionką o wysokości 1 mm.
Order jest przymocowany do jedwabnej wstążki typu moiré za pomocą pierścienia i złoconego łącznika w kształcie ptaka Huma rozkładającego skrzydła na tle wschodzącego słońca. Wstążka składa się z pionowych pasów w kolorze czerwonym, błękitnym, białym i zielonym – barw narodowych Uzbekistanu.
Waga orderu wynosi 65 gramów.